# آلبرت خمیلوفسکی
آلبرت خمیلوفسکی (لهستانی: Albert Chmielowski؛ ۲۰ اوت ۱۸۴۵ – ۲۵ دسامبر ۱۹۱۶) نجیب‌زاده، نقاش، جانباز معلول و قدیس مسیحی اهل لهستان و بنیان‌گذار گروه خواهران و برادران نیکوکار آلبرتین بود که خدمت‌گزاران بی‌خانمان و افراد بی‌بضاعت بودند.
فرایند قدیس‌سازی او از سال ۱۹۶۶ و دوران پاپ پل ششم آغاز شد که ابتدا در سال ۱۹۷۷ به او لقب «کشیش عالیقدر» اعطا نمود. سپس پاپ ژان پل دوم او را در سال ۱۹۸۳ بئاتیفیه و در سال ۱۹۸۹ در میدان سن پیترو، «قدیس» اعلام نمود.